# 美国国会夏威夷州代表团

自2012年以来夏威夷州两个国会选区的分布地图

自夏威夷州于1959年加入联邦以来，该州就一直在向美国参议院和美国众议院派出国会代表团。夏威夷州的联邦参议员由该州全体选民共同选出，任期为六年。而该州的联邦众议员则由各选区选出，任期为两年。在夏威夷州建州之前，夏威夷领地在1900年至1959年间会向国会派出一位没有投票权的国会代表。
夏威夷州在任时间最长的联邦参议员为丹尼尔·井上，他于1963年至2012年间在任，并于2010年至2012年间担任美国参议院署理议长。而夏威夷州的竹本松为美国众议院历史上第一位担任议员的非白人女性，同时也是该州第一位女性国会议员。
目前夏威夷州代表团的团长为廣野慶子，她从2007年开始担任联邦众议员，后于2013年转任联邦参议员。

## 联邦参议员
夏威夷州的联邦参议员由该州全体选民共同选出，任期为六年。由于美国每个州的两位参议员在正常情况下不会在同一年改选，因此需要将其划为不同的组别，而夏威夷州的两个联邦参议员分别属于第一组和第三组。
自夏威夷州加入联邦以来，共有七人担任联邦参议员，其中六位隶属于民主党，仅有一位隶属于共和党。目前夏威夷州在任的联邦参议员均为民主党人，其中一位是2013年上任的廣野慶子，另一位是2012年上任的布萊恩·夏茲。
  民主党（D）
  共和黨（R）
| 组别一              | 组别一              | 国会届次            | 组别三           | 组别三         |
| ------------------- | ------------------- | ------------------- | ---------------- | -------------- |
| 邝友良 (R)          |                     | 第86屆 (1959–1961)  |                  | 奥伦·E·朗（D） |
| 邝友良 (R)          | 第87屆 (1961–1963)  |                     |                  | 奥伦·E·朗（D） |
| 邝友良 (R)          | 第88屆 (1963–1965)  |                     | 丹尼爾·井上（D） |                |
| 邝友良 (R)          | 第89屆 (1965–1967)  |                     | 丹尼爾·井上（D） |                |
| 邝友良 (R)          | 第90屆 (1967–1969)  |                     | 丹尼爾·井上（D） |                |
| 邝友良 (R)          | 第91屆 (1969–1971)  |                     | 丹尼爾·井上（D） |                |
| 邝友良 (R)          | 第92屆 (1971–1973)  |                     | 丹尼爾·井上（D） |                |
| 邝友良 (R)          | 第93屆 (1973–1975)  |                     | 丹尼爾·井上（D） |                |
| 邝友良 (R)          | 第94屆 (1975–1977)  |                     | 丹尼爾·井上（D） |                |
| 松永正幸（D）       |                     | 第95屆 (1977–1979)  | 丹尼爾·井上（D） |                |
| 松永正幸（D）       | 第96屆 (1979–1981)  |                     | 丹尼爾·井上（D） |                |
| 松永正幸（D）       | 第97屆 (1981–1983)  |                     | 丹尼爾·井上（D） |                |
| 松永正幸（D）       | 第98屆 (1983–1985)  |                     | 丹尼爾·井上（D） |                |
| 松永正幸（D）       | 第99屆 (1985–1987)  |                     | 丹尼爾·井上（D） |                |
| 松永正幸（D）       | 第100屆 (1987–1989) |                     | 丹尼爾·井上（D） |                |
| 松永正幸（D）       | 第101屆 (1989–1991) |                     | 丹尼爾·井上（D） |                |
| 丹尼尔·阿卡卡（D）  |                     |                     | 丹尼爾·井上（D） |                |
| 第102屆 (1991–1993) |                     |                     | 丹尼爾·井上（D） |                |
| 第103屆 (1993–1995) |                     |                     | 丹尼爾·井上（D） |                |
|                     | 第104屆 (1995–1997) |                     | 丹尼爾·井上（D） |                |
| 第105屆 (1997–1999) |                     |                     | 丹尼爾·井上（D） |                |
| 第106屆 (1999–2001) |                     |                     | 丹尼爾·井上（D） |                |
|                     | 第107屆 (2001–2003) |                     | 丹尼爾·井上（D） |                |
| 第108屆 (2003–2005) |                     |                     | 丹尼爾·井上（D） |                |
| 第109屆 (2005–2007) |                     |                     | 丹尼爾·井上（D） |                |
|                     | 第110屆 (2007–2009) |                     | 丹尼爾·井上（D） |                |
| 第111屆 (2009–2011) |                     |                     | 丹尼爾·井上（D） |                |
| 第112屆 (2011–2013) |                     |                     | 丹尼爾·井上（D） |                |
| 布萊恩·夏茲（D）    |                     |                     |                  |                |
| 廣野慶子（D）       |                     | 第113屆 (2013–2015) |                  |                |
| 廣野慶子（D）       | 第114屆 (2015–2017) |                     |                  |                |
| 廣野慶子（D）       | 第115屆 (2017–2019) |                     |                  |                |
| 廣野慶子（D）       | 第116屆 (2019–2021) |                     |                  |                |
| 廣野慶子（D）       | 第117屆 (2021–2023) |                     |                  |                |

## 联邦众议员

### 夏威夷领地国会代表
夏威夷领地是在夏威夷王国被吞并后，于1900年4月30日根据夏威夷组织法成立的美国合并建制领土。该领地一开始的范围为整个夏威夷群岛，不过巴尔米拉环礁在夏威夷领地加入联邦之前脱离了夏威夷。
领地代表从夏威夷领地单一国会选区选出，任期为两年。领地代表被允许在国会委员会任职、辩论和提交法案，但不允许对法案进行投票表决。该领地的第一位国会代表为罗伯特·威廉·威尔科克斯，他于1900年12月15日上任。而最后一位代表为约翰·A·伯恩斯，他于1959年8月21日离任后同日被联邦众议员丹尼爾·井上所接替。领地代表仅在联邦众议院就职，而夏威夷在建州之前没有任何联邦参议院代表。
  民主党（D）
  共和黨（R）
  自治党（HR）
| 国会届次               | 代表                          |
| ---------------------- | ----------------------------- |
| 第56屆 (1899–1901)     | 罗伯特·威廉·威尔科克斯（HR）  |
| 第57屆 (1901–1903)     | 罗伯特·威廉·威尔科克斯（HR）  |
| 第58屆 (1903–1905)     | 乔纳·库希奥·卡拉尼安欧尔（R） |
| 第59屆 (1905–1907)     | 乔纳·库希奥·卡拉尼安欧尔（R） |
| 第60屆 (1907–1909)     | 乔纳·库希奥·卡拉尼安欧尔（R） |
| 第61屆 (1909–1911)     | 乔纳·库希奥·卡拉尼安欧尔（R） |
| 第62屆 (1911–1913)     | 乔纳·库希奥·卡拉尼安欧尔（R） |
| 第63屆 (1913–1915)     | 乔纳·库希奥·卡拉尼安欧尔（R） |
| 第64屆 (1915–1917)     | 乔纳·库希奥·卡拉尼安欧尔（R） |
| 第65屆 (1917–1919)     | 乔纳·库希奥·卡拉尼安欧尔（R） |
| 第66屆 (1919–1921)     | 乔纳·库希奥·卡拉尼安欧尔（R） |
| 第67屆 (1921–1923)     | 亨利·亚历山大·鲍德温（R）     |
| 第68屆 (1923–1925)     | 威廉·保罗·贾勒特（D）         |
| 第69屆 (1925–1927)     | 威廉·保罗·贾勒特（D）         |
| 第70屆 (1927–1929)     | 维克多·S·K·休斯顿（R）        |
| 第71屆 (1929–1931)     | 维克多·S·K·休斯顿（R）        |
| 第72屆 (1931–1933)     | 维克多·S·K·休斯顿（R）        |
| 第73屆 (1933–1935)     | 林肯·洛伊·麦坎德利斯（D）     |
| 第74屆 (1935–1937)     | 塞缪尔·怀尔德·金（R）         |
| 第75屆 (1937–1939)     | 塞缪尔·怀尔德·金（R）         |
| 第76屆 (1939–1941)     | 塞缪尔·怀尔德·金（R）         |
| 第77屆 (1941–1943)     | 塞缪尔·怀尔德·金（R）         |
| 第78屆 (1943–1945)     | 约瑟夫·莱德·法灵顿（R）       |
| 第79屆 (1945–1947)     | 约瑟夫·莱德·法灵顿（R）       |
| 第80屆 (1947–1949)     | 约瑟夫·莱德·法灵顿（R）       |
| 第81屆 (1949–1951)     | 约瑟夫·莱德·法灵顿（R）       |
| 第82屆 (1951–1953)     | 约瑟夫·莱德·法灵顿（R）       |
| 第83屆 (1953–1955)     | 约瑟夫·莱德·法灵顿（R）       |
| 伊丽莎白·P·法灵顿（R） |                               |
| 第84屆 (1955–1957)     |                               |
| 第85屆 (1957–1959)     | 约翰·A·伯恩斯（D）            |
| 第86屆 (1959–1961)     | 约翰·A·伯恩斯（D）            |

### 夏威夷州联邦众议员
联邦众议员经由国会选区普选产生，任期为两年。从第86届国会到第91届国会，该州的联邦众议员均从夏威夷州单一国会选区选举产生。不过夏威夷州议会在1969年的时候通过立法设立了第一国会选区和第二国会选区，并且自第92届国会开始众议员均从这两个选区选出。单一国会选区的最后两位议员为松永正幸和竹本松，亦分别在新成立的两个国会选区中继续担任联邦众议员。根据美国法律规定，各州众议员数量会在每十年一度的人口普查之后进行重新分配。因此夏威夷州在1960年美国人口普查后获得了第二个众议院席位，随后1962年当选的托马斯·吉尔成功赢得了这个席位。
  民主党（D）
  共和黨（R）
| 国会届次             | 选区                 | 选区               |
| 国会届次             | 席位A                | 席位B              |
| -------------------- | -------------------- | ------------------ |
| 第86屆 (1959–1961)   | 丹尼尔·井上（D）     | 席位B              |
| 第87屆 (1961–1963)   | 丹尼尔·井上（D）     | 席位B              |
| 第88屆 (1963–1965)   | 松永正幸（D）        | 托马斯·吉尔（D）   |
| 第89屆 (1965–1967)   | 松永正幸（D）        | 竹本松（D）        |
| 第90屆 (1967–1969)   | 松永正幸（D）        | 竹本松（D）        |
| 第91屆 (1969–1971)   | 松永正幸（D）        | 竹本松（D）        |
| 国会届次             | 第一選區             | 第二選區           |
| 第92屆 (1971–1973)   | 松永正幸（D）        | 竹本松（D）        |
| 第93屆 (1973–1975)   | 松永正幸（D）        | 竹本松（D）        |
| 第94屆 (1975–1977)   | 松永正幸（D）        | 竹本松（D）        |
| 第95屆 (1977–1979)   | 塞西尔·赫夫特尔（D） | 丹尼尔·阿卡卡（D） |
| 第96屆 (1979–1981)   | 塞西尔·赫夫特尔（D） | 丹尼尔·阿卡卡（D） |
| 第97屆 (1981–1983)   | 塞西尔·赫夫特尔（D） | 丹尼尔·阿卡卡（D） |
| 第98屆 (1983–1985)   | 塞西尔·赫夫特尔（D） | 丹尼尔·阿卡卡（D） |
| 第99屆 (1985–1987)   | 塞西尔·赫夫特尔（D） | 丹尼尔·阿卡卡（D） |
| 尼尔·阿伯克龙比（D） |                      | 丹尼尔·阿卡卡（D） |
| 第100屆 (1987–1989)  | 帕特·佐伯（R）       | 丹尼尔·阿卡卡（D） |
| 第101屆 (1989–1991)  | 帕特·佐伯（R）       | 丹尼尔·阿卡卡（D） |
| 竹本松（D）          | 帕特·佐伯（R）       |                    |
| 第102屆 (1991–1993)  | 尼尔·阿伯克龙比（D） |                    |
| 第103屆 (1993–1995)  | 尼尔·阿伯克龙比（D） |                    |
| 第104屆 (1995–1997)  | 尼尔·阿伯克龙比（D） |                    |
| 第105屆 (1997–1999)  | 尼尔·阿伯克龙比（D） |                    |
| 第106屆 (1999–2001)  | 尼尔·阿伯克龙比（D） |                    |
| 第107屆 (2001–2003)  | 尼尔·阿伯克龙比（D） |                    |
| 埃德·凯斯（D）       | 尼尔·阿伯克龙比（D） |                    |
| 第108屆 (2003–2005)  | 尼尔·阿伯克龙比（D） |                    |
| 第109屆 (2005–2007)  | 尼尔·阿伯克龙比（D） |                    |
| 第110屆 (2007–2009)  | 尼尔·阿伯克龙比（D） | 廣野慶子（D）      |
| 第111屆 (2009–2011)  | 尼尔·阿伯克龙比（D） | 廣野慶子（D）      |
| 周永康（R）          |                      | 廣野慶子（D）      |
| 第112屆 (2011–2013)  | 花房若子（D）        | 廣野慶子（D）      |
| 第113屆 (2013–2015)  | 花房若子（D）        | 图尔西·加巴德（D） |
| 第114屆 (2015–2017)  | 高井大關 (D)         | 图尔西·加巴德（D） |
| 第114屆 (2015–2017)  | 花房若子（D）        | 图尔西·加巴德（D） |
| 第115屆 (2017–2019)  |                      | 图尔西·加巴德（D） |
| 第116屆 (2019–2021)  | 埃德·凯斯（D）       | 图尔西·加巴德（D） |
| 第117屆 (2021–2023)  | 埃德·凯斯（D）       | 凯阿里·卡赫勒（D） |